# Fruitmand
Een fruitmand is een decoratieve mand of schaal gevuld met een assortiment van verschillende soorten vers fruit. Fruitmanden worden vaak gegeven als cadeau op speciale gelegenheden, zoals verjaardagen, jubilea, feestdagen en als een gebaar van zorg en medeleven. Naast hun decoratieve doel worden fruitmanden ook gewaardeerd vanwege de voedingswaarde en de gezondheidsvoordelen van het fruit dat ze bevatten.

## Inhoud en variatie
Fruitmanden kunnen een verscheidenheid aan fruit bevatten, afhankelijk van de voorkeuren van de ontvanger en de beschikbaarheid van fruitsoorten op dat moment. Veel voorkomende fruitsoorten die in fruitmanden worden opgenomen zijn appels, peren, sinaasappels, bananen, druiven, aardbeien, bessen en kiwi's. Soms worden ook exotische vruchten zoals mango's, ananas en granaatappels toegevoegd om de mand een speciale touch te geven.

## Geschiedenis en betekenis
Het gebruik van fruitmanden als geschenk heeft een lange geschiedenis en is diepgeworteld in verschillende culturen over de hele wereld. In veel culturen symboliseert het geven van een fruitmand vruchtbaarheid, welvaart, geluk en goede gezondheid. Het cadeau van een fruitmand wordt vaak gewaardeerd omdat fruit een natuurlijk en voedzaam voedsel is dat vitaliteit en welzijn bevordert.

## Gebruik en tradities
Fruitmanden worden vaak gegeven bij speciale gelegenheden en dienen als een attent en gezond cadeau-alternatief. Ze kunnen worden gepresenteerd in een mand, schaal, doos of zelfs in een creatieve vorm, zoals een mandje in de vorm van een bloem of dier. Fruitmanden kunnen worden aangepast aan de smaak en voorkeuren van de ontvanger, en soms worden ze gecombineerd met andere geschenken, zoals bloemen, chocolade of wijn.